# Jiří Stránský
Jiří Stránský (Praga 12 de agosto de 1931 – 29 de mayo de 2019) fue un escritor, guionista, preso político y defensor de los derechos humanos checo. Era el nieto del político checoslovaco Jan Malypetr. 
En 1953 fue arrestado por el régimen comunista y condenado a ocho años de trabajos forzados por "traición". Fue liberado en 1960. Fue un firmante de la Declaración de Praga sobre Conciencia Europea y Comunismo.

## Premios y distinciones
En 2001 recibió la Medalla del Mérito, y en 2011 obtuvo el premio scout más alto, la Orden del Lobo de Plata.

## Obra
- Za plotem, escrito en prisión (1953–1960), publicado en 1999.
- Štěstí, 1969, la mayoría de las copias fueron confiscadas y destruidas por los comunistas.
- Zdivočelá země, 1970, se adaptó al cine en 1997.
- Aukce, 1997, secuela Zdivočelé země, 1989.
- Přelet, 2001.
- Povídačky pro moje slunce, 2002.
- Tichá pošta, 2002.
- Povídačky pro Klárku, 2004.
- Perlorodky, 2005.
- Srdcerváč, 2005.
- Stařec a smrt, 2007.

### Relatos cortos
- Náhoda, 1976.
- Vánoce, 1976.
- Přelet, 1976.
- Oblouk, 2009.
- Dopisy bez hranic (Lasica, Stránský), 2010.

### Películas basadas en su obra
- Bumerang, 1996, dirigida por Hynek Bočan.
- Zdivočelá země, 1997.
- Zdivočelá země, serie  1997–2001, dirigida por Hynek Bočan.
- Uniforma, 2001, dirigida por Hynek Bočan.
- Žabák, 2001, dirigida por Hynek Bočan.
- Kousek nebe, 2005, dirigida por Petr Nikolaev.